# Перкінс (округ, Небраска)
Шаблон:StateAbbr_ 40°50′ пн. ш. 101°40′ зх. д. / 40.84° пн. ш. 101.66° зх. д.
Округ Перкінс (англ. Perkins County) — округ (графство) у штаті Небраска, США. Ідентифікатор округу 31135.

## Історія
Округ утворений 1887 року.

## Демографія
За даними перепису 
2000 року 
загальне населення округу становило 3200 осіб, усе сільське.
Серед мешканців округу чоловіків було 1606, а жінок — 1594. В окрузі було 1275 домогосподарств, 894 родин, які мешкали в 1444 будинках.
Середній розмір родини становив 3,01.
Віковий розподіл населення поданий у таблиці:
| Стать    | До 15 років | 15-21 | 22-29 | 30-39 | 40-49 | 50-65 | 65-85 | Понад 85 |
| -------- | ----------- | ----- | ----- | ----- | ----- | ----- | ----- | -------- |
| Чоловіки | 343         | 177   | 136   | 181   | 246   | 263   | 228   | 32       |
| Жінки    | 320         | 123   | 107   | 179   | 244   | 264   | 274   | 83       |

## Суміжні округи
- Кейт — північ
- Лінкольн — схід
- Гейз — південний схід
- Чейс — південь
- Філліпс, Колорадо — південний захід
- Седжвік, Колорадо — захід
- Дул — північний захід

## Виноски
1. ↑  US Decennial Census. US Census Bureau. Архів оригіналу за 2 серпня 2018. Процитовано 11 грудня 2014.
2. ↑  Historical Census Browser. University of Virginia Library. Архів оригіналу за 11 серпня 2012. Процитовано 11 грудня 2014.
3. ↑  Population of Counties by Decennial Census: 1900 to 1990. US Census Bureau. Архів оригіналу за 27 квітня 2015. Процитовано 11 грудня 2014.
4. ↑  Census 2000 PHC-T-4. Ranking Tables for Counties: 1990 and 2000 (PDF). US Census Bureau. Архів оригіналу (PDF) за 18 грудня 2014. Процитовано 11 грудня 2014.
5. ↑  State & County QuickFacts. Бюро перепису населення США. Архів оригіналу за 7 червня 2011. Процитовано 21 вересня 2013.(англ.) Наведено за англійською вікіпедією.
6. ↑  American FactFinder. Бюро перепису населення США. Архів оригіналу за 26 лютого 2012. Процитовано 31 січня 2008.

| США | Це незавершена стаття з географії США. Ви можете допомогти проєкту, виправивши або дописавши її. |